# Прапор Центральноафриканської Республіки
Державний прапор Центральноафриканської Республіки був прийнятий 1 грудня 1958 р. Його проєкт був розроблений Бартелемі Боганда, одним з очільників руху за незалежність ЦАР і першим президентом автономії Убангі-Шарі, який проте був прихильником дружніх відносин Франції і Африки. Тому він об'єднав червоний, білий і синій кольори французького прапора і традиційні для Африки кольори: червоний, зелений і жовтий. Червоний колір символізує кров народу країни, що була пролита в боротьбі за незалежність. Синій колір символізує небо і свободу. Білий — мир і гідність. Зелений — надію і віру. Жовтий колір символізує терпимість. Золота п'ятипроменева зірка — символ незалежності і провідник в майбутній прогрес.
Відношення ширини прапора до його довжини 3:5.